# Нове (Куявсько-Поморське воєводство)
Нове (пол. Nowe, нім. Neuenburg) — місто в північній Польщі, на річці Вісла, на границі у Борів Тухольських.
Належить до Свецького повіту Куявсько-Поморського воєводства.

## Демографія
Демографічна структура станом на 31 березня 2011 року:
|          | Загалом | Допрацездатний вік | Працездатний вік | Постпрацездатний вік |
| -------- | ------- | ------------------ | ---------------- | -------------------- |
| Чоловіки | 3030    | 571                | 2133             | 326                  |
| Жінки    | 3265    | 555                | 1936             | 774                  |
| Разом    | 6295    | 1126               | 4069             | 1100                 |

## Відомі люди
- Ярослав Клис — польський хокеїст, лівий захисник, народився у місті.